# Rhamphomyia sauteri
Rhamphomyia sauteri är en tvåvingeart som beskrevs av Mario Bezzi 1912. Rhamphomyia sauteri ingår i släktet Rhamphomyia och familjen dansflugor.
Artens utbredningsområde är Taiwan. Inga underarter finns listade i Catalogue of Life.